# لالون
لالون (بالبنغالية
লালন ؛) (17 أكتوبر 1774- 17 أكتوبر 1890) ويعرف أيضًا بلالون ساين، لالون شاه، لالون الفقير أو المهاتما، وهو  فيلسوف بنغالي بارز وقديس باول صوفي وكاتب أغاني ومصلح اجتماعي ومفكر من شبه القارة الهندية. ساعد في إلهام العديد من الشعراء والمفكرين الاجتماعيين والدينيين والتأثير عليهم نظرًا لكونه رمزًا للثقافة البنغالية، بما فيهم روبندرونات طاغور، نذر الإسلام، وألن غينسبرغ. كما رفض جميع أشكال التمييز بين الطائفة والعقيدة.
يعتبر على نطاق واسع مثالاً للتسامح الديني، كما اهتم بالهرطقة خلال حياته وبعد وفاته. وكان لدى لالون تصوّر في أغنياته بأن يُكوِّن هناك مجتمعًا يعيش فيه جميع الأديان والمعتقدات في وئام. وأسس المعهد المعروف باسم (لالون أخراه) في شيوريا على بعد حوالي 2 كيلومتر (102 ميل) من محطة سكة حديد كوشتيا. يعيش معظم تلاميذه في الغالب في بنغلاديش والبنغال الغربية. وفي كل عام بمناسبة ذكرى وفاته، يتجمع الآلاف من تلاميذه وأتباعه لمدة ثلاثة أيام في معهد (لالون أخراه) ويحيّونه من خلال الاحتفال ومناقشة أغانيه وفلسفته.
في عام 2004، احتل لالون المرتبة الثانية عشر في استطلاع البي بي سي لأعظم الشخصيات البنغالية في كل العصور.

## السيرة الذاتية

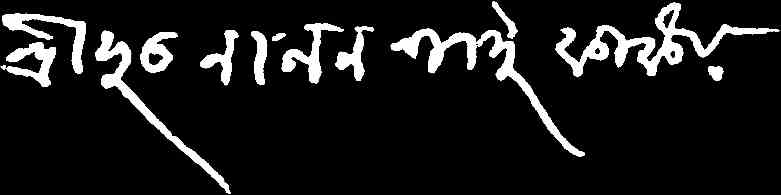
اسم لالون مكتوبًا، في مخطوطة من أواخر القرن التاسع عشر، من قبل تلميذه وناسخه بهلي شاه،في علم الاملاء البنغالي غير التقليدي.

هناك عدد قليل من المصادر الموثوقة لتفاصيل حياة لالون المبكرة حيث كان متكتمًا في الكشف عن ماضيه. من غير المعروف ما إذا كان قد ولد في عائلة هندوسية أو مسلمة. لم يكن لدى لالون تعليم رسمي. ويروى أن لالون، أثناء رحلتة الدينية إلى معبد جاغاناث مع آخرين من قريته الأصلية، أصيب بالجدري وتم التخلي عنه من قبل رفاقه على ضفاف نهر كاليجانجا، من حيث شاه مالام وزوجته ماتيجان، قام أعضاء من مجتمع النساجين في قرية يقطنها المسلمون، تدعى ب «شيوريا»، بنقله إلى منزلهم للعيش. ولقد منحوه أرضا للعيش حيث قام بتأسيس مجموعة موسيقية وبقيت لتأليف وأداء أغانيه، وهي مستوحاة من شيراج ساين، وهو موسيقي في تلك القرية. فقد لالون البصر من عين واحدة في الجدري. ولاحظ الباحثون أن لونال كان صديقًا مقربًا لكانكال هاريناث، أحد الإصلاحيين الاجتماعيين المعاصرين وكان تلميذاً له.
عاش لالون داخل زامينداري من تاجورس في كوشيتيا وزار عائلة طاغور. يقال إن زاميندار جيوتيريندراناث طاغور رسمت الصورة الوحيدة ل لالون في عام 1889في منزله العائم على نهر بادما. توفي لالون في شيوريا في 17أكتوبر 1890عن عمر يناهز ال 116. ونشر خبر وفاته لأول مرة في صحيفة غرام برتا بروكاشيكا، التي يديرها كانغال هاريناث. دفن لالون في منتصف مسكنه المعروف باسم أخراه.

## الفلسفة
في القفص ومرة أخرى، 

هل يمكنني أن استولي عليها، 

أضع أغلال قلبي، 

حول قدميه. 

يحتوي القفص على ثماني غرف وتسع أبواب مغلقة ؛ 

من وقت لآخر مشاعل النار بها ؛. 

فوق هناك غرفة رئيسية، 

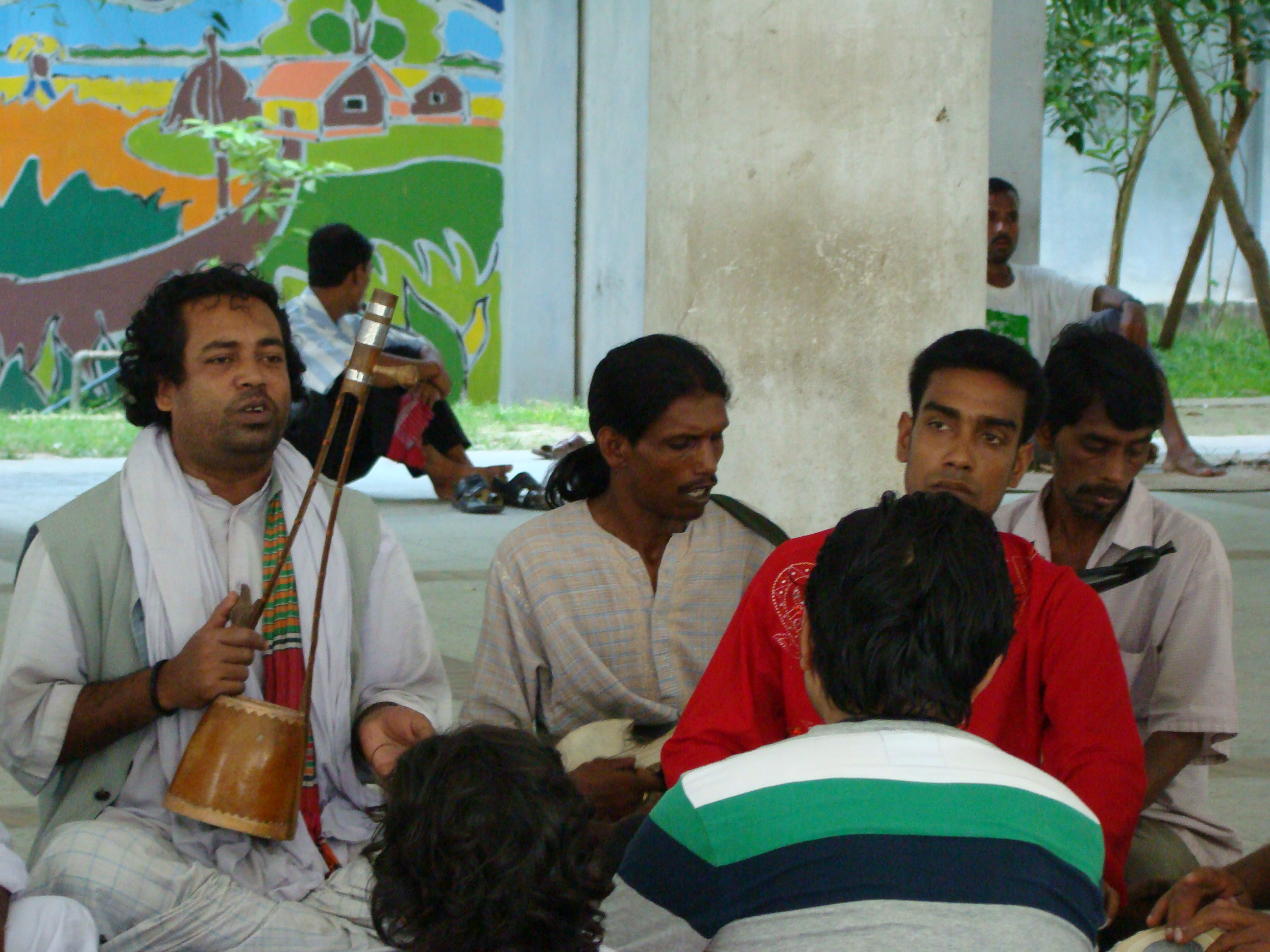
يتلمذ التلاميذ وهم يمارسون أغنية "لالون" في معهد"أخرة"

كان لالون ضد الصراع الديني وكثير من أغانيه تسخر من سياسة الهوية التي تقسم المجتمعات وتولد العنف. حتى أنه رفض القومية في ذروة الحركات القومية المناهضة للاستعمار في شبه القارة الهندية. ولم يؤمن بالطبقات أو الطوائف، والمجتمع المجزّئ الهرمي، واتخذ موقفاً ضد العنصرية. حيث لا يلائم لالون النوع «الروحاني» أو «الروحي» الذي ينكر كل الشؤون الدنيوية في البحث عن النفس: إنه يجسد الدور التحويلي الاجتماعي للبهاكتي والصوفية. كان يؤمن بقوة الموسيقى لتغيير الحالة الفكرية والعاطفية من أجل أن تكون قادرة على فهم وتقدير الحياة نفسها.
تشارك نصوص أغانيه في الخطابات الفلسفية في البنغال، وتواصل تقاليد التانترا في شبه القارة الهندية، وخاصة نيبال والبنغال وسهول جانجيتك. واستحوذ على العديد من المواقف الفلسفية المنبثقة من التقاليد الهندوسية واليهودية والبوذية والإسلامية، وطورها في خطاب متماسك دون الوقوع في انتقائية أو توفيقية. وعرف نفسه صراحة مع مدرسة النادية، مع أدفايتاأشاريا، نيتياناندا وشيتانيا. وقد تأثر بشكل كبير بالحركة الاجتماعية التي بدأتها شيتانيا ضد الاختلافات في الطائفة والمعتقد والدين. وترفض أغانيه أي معيار مطلق من الصواب والخطأ وتظهر عدم أهمية أي محاولة لتقسيم الناس سواء ماديًا أو روحانيًا.

## العمل
```
ألّف لالون العديد من الأغاني والقصائد، التي تصف فلسفته. وتشير التقديرات إلى أن مجموعة لالون تتألف من حوالي 2000 إلى 10000 أغنية، منها ما يقرب من 800 أغنية تعتبر بشكل عام أصيلة.
[
24
]
 ولم يترك لالون أي نسخ مكتوبة من أغانيه، والتي تم نقلها شفهيا ثم تم نسخها لاحقا من قبل أتباعه. أيضا، معظم أتباعه لم يتمكنوا من القراءة أو الكتابة، لذلك تم العثور على عدد قليل من أغانيه في شكل مكتوب.
[
25
]
 نشر رابندراناث طاغور بعض أغاني لالون في مجلة براباسي الشهرية في كولكتا.
[
26
]
```

من بين أغانيه الأكثر شعبية هي: *  شو لوك كوي لالون كي جات شونغشير ،
- خاشار بيهتور اوشن باخي كيامن ايش جاي،
- جات جيلو جات جيلو بو،
- ديخنا مون جوكماريا دونياداري،
- بار لوي جاو أماي ،
- «ميلون هوبي كوتو دين»،
- أمارى ماريشون ما،
- «تين باغولر هولو ميلا»
- دونو دونو بولي تار

تهدف أغاني لالون إلى واقع لا يوصف يتجاوز الواقعية. كان متوفرا للظروف الاجتماعية وتحدثت أغانيه عن المشاكل اليومية في لغة بسيطة ولكنها مؤثرة. وتم التعبير عن فلسفته شفوياً، وكذلك من خلال الأغاني والمؤلفات الموسيقية باستخدام الأدوات الشعبية التي يمكن صنعها من المواد المتاحة في المنزل؛ وإكتارا (آلة موسيقية ذات سلسلة واحدة) ودوجي (اسطوانة).
كانت أغاني لالون مقتصرة بشكل رئيسي على طوائف الباول. بعد استقلال بنغلاديش، وصلوا إلى سكان الحضر من خلال المطربين الراسخين. بدأ العديد منهم باستخدام أدوات أخرى غير إكتارا وبايا. بدأ البعض في استخدام القواعد الكلاسيكية لعرض تقديمي مصقول لمناشدة حواس الجماهير الحضرية.
وفقا ل فريدة بارفان، مغنية لالون الشهيرة، تم تنقيح نطق الكلمات أيضا من أجل جعل معانيها أكثر وضوحا، في حين من المرجح أن يكون النطق المنطقي لها التأثير المحلي.

## تراث ووصف في الثقافة الشعبية

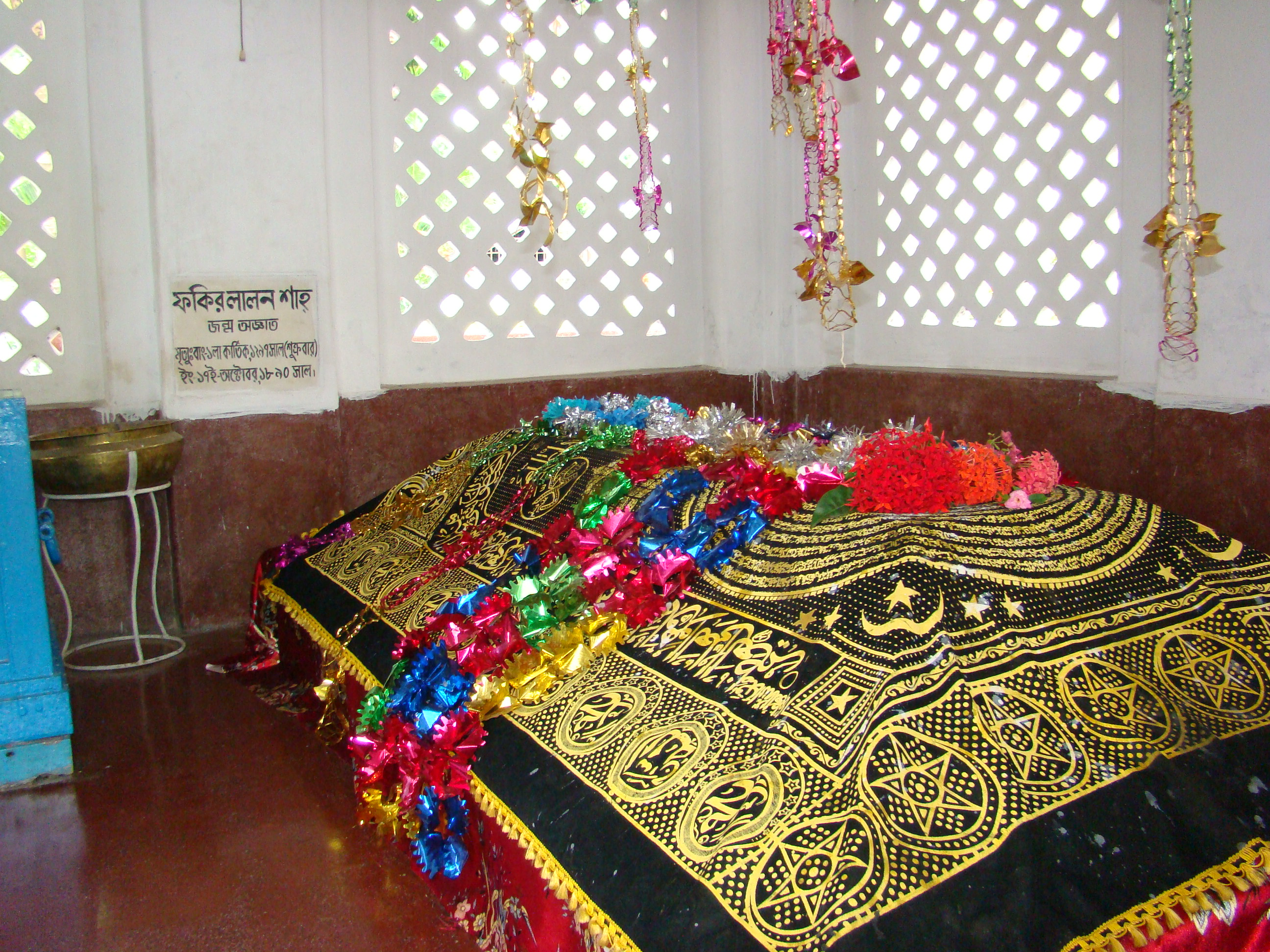
قبر لالون

في عام 1963، تم بناء قبر ومركز أبحاث في موقع ضريحه في كوشتيا، بنغلاديش. يأتي آلاف الأشخاص إلى الضريح (المعروف باللغة البنغالية ب أخرا) مرتين في السنة، في دول بورنيما في شهر فالجون (من فبراير إلى مارس) وفي أكتوبر، بمناسبة ذكرى وفاته. خلال هذه الأغاني التي تستمر ثلاثة أيام، يقوم الناس، ولا سيما الفكر الإسلامي والبول، بالإشادة. من بين المغنيين المعاصرين لموسيقى باول، وتشتهر فريدة بارفين وأنوشه أنادل عالميًا بغناء أغاني لالون. وتم تسمية جسر لالون شاه الذي يعبر نهر بادما باسمه في عام 2004.

### الفيلم والأدب
وقد صورت لالون في الأدب والسينما والتلفزيون الدراما، وفي المسرح. وكان أول فيلم لسيرة لالون بعنوان لالون الفقير (1973) الذي أخرجه سيد حسن إمام. كتب ألين غينسبرغ قصيدة في عام 1992 سميت باسم «بعد لالون»، حيث حذر الناس من مخاطر الشهرة والتعلق بالأشياء الدنيوية.
في عام 2004، أخرج تنفير موكمل فيلم لالون الذي قام فيه راجول اسلام أسعد بوصف لالون.
صور بروسينجيت لالون في فيلم مونر مانوش، وهو فيلم بنغالي عام 2010 يستند إلى حياة وفلسفة لالون. وكان الفيلم عبارة عن اقتباس من رواية سيرة سونيل جانجوبادياي التي تحمل الاسم نفسه. فاز فيلم جوتام قوز بجائزة «أفضل فيلم روائي عن التكامل الوطني» في حفل توزيع جوائز السينما الهندية الوطنية الـثامنة والخمسين. كما فاز بجائزة أفضل فيلم في مهرجان السينما الهندي الواحد والأربعين الذي أقيم في غوا في الفترة من 22 نوفمبر إلى 2 ديسمبر 2010.

## معرض الصور

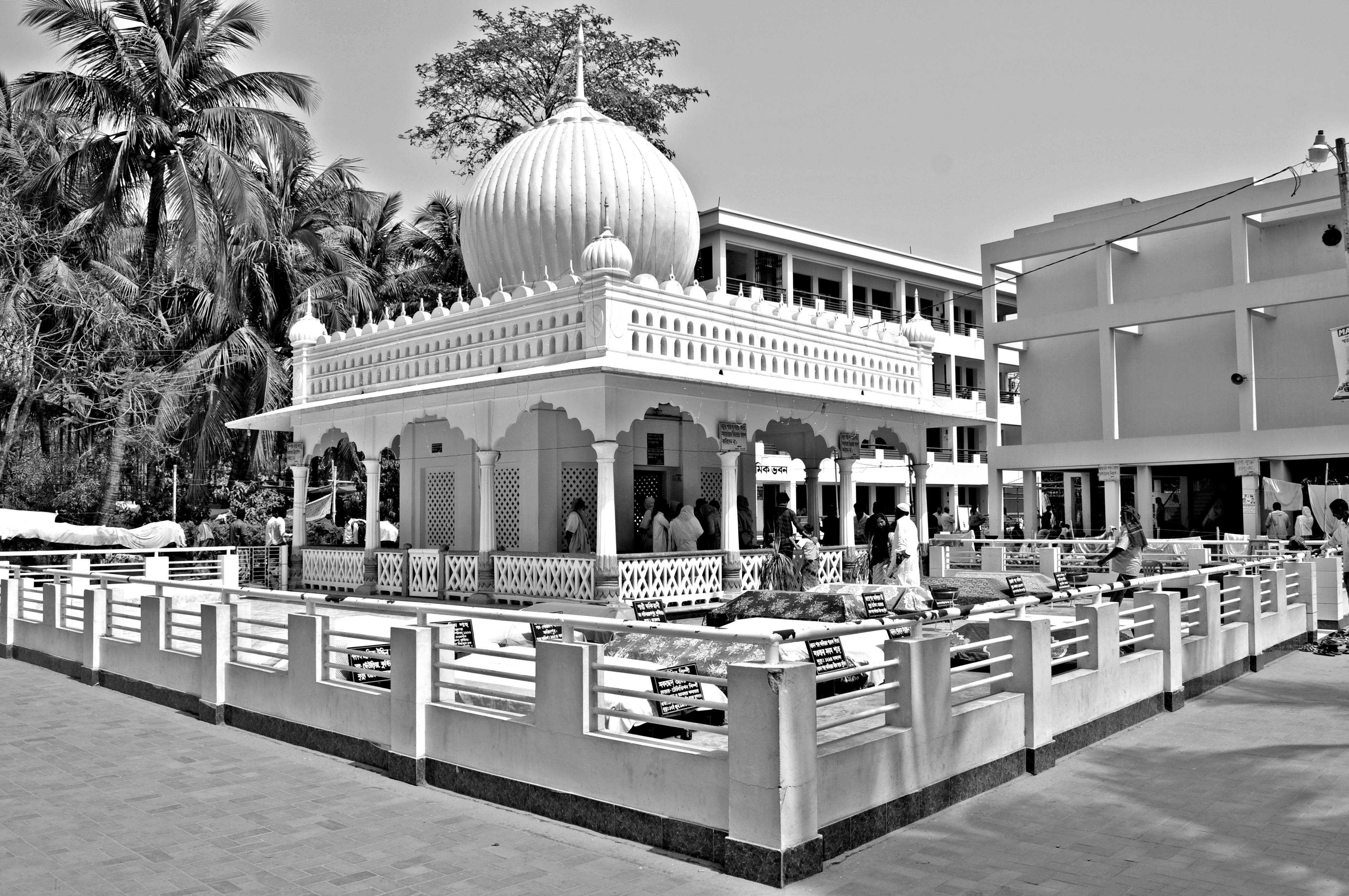
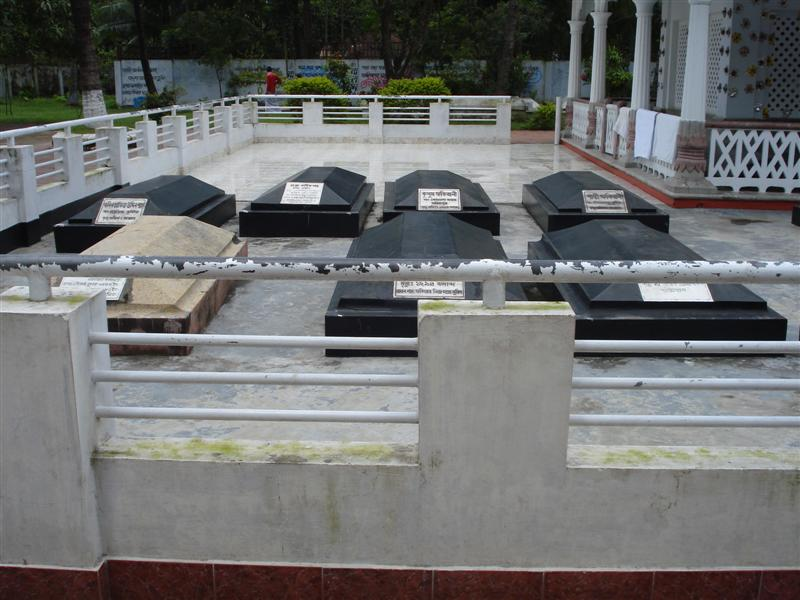
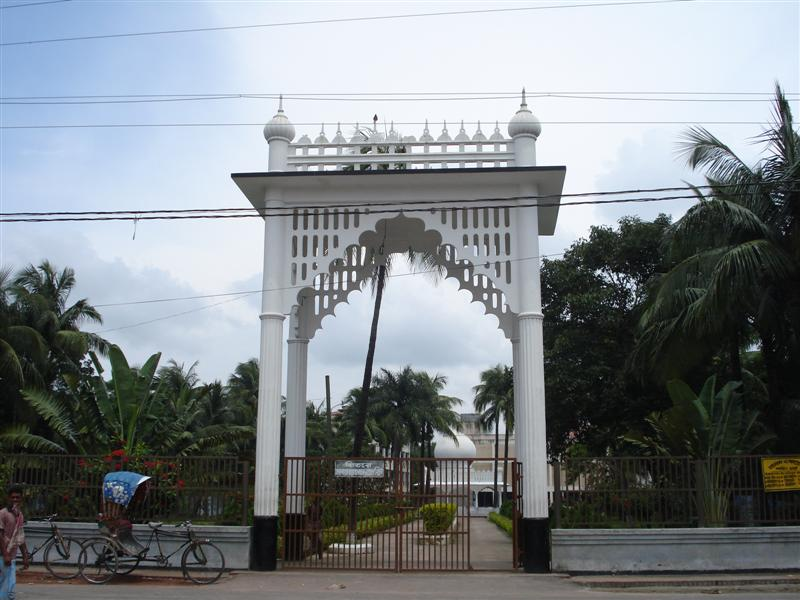
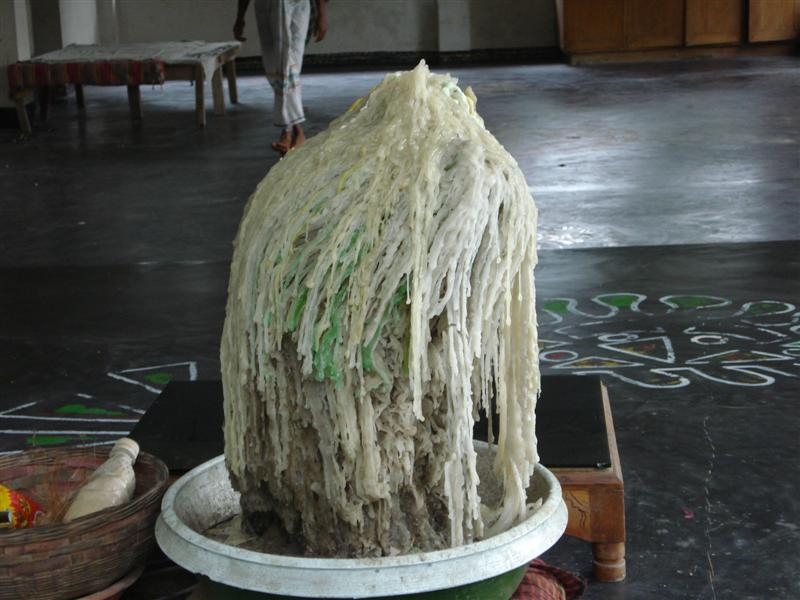
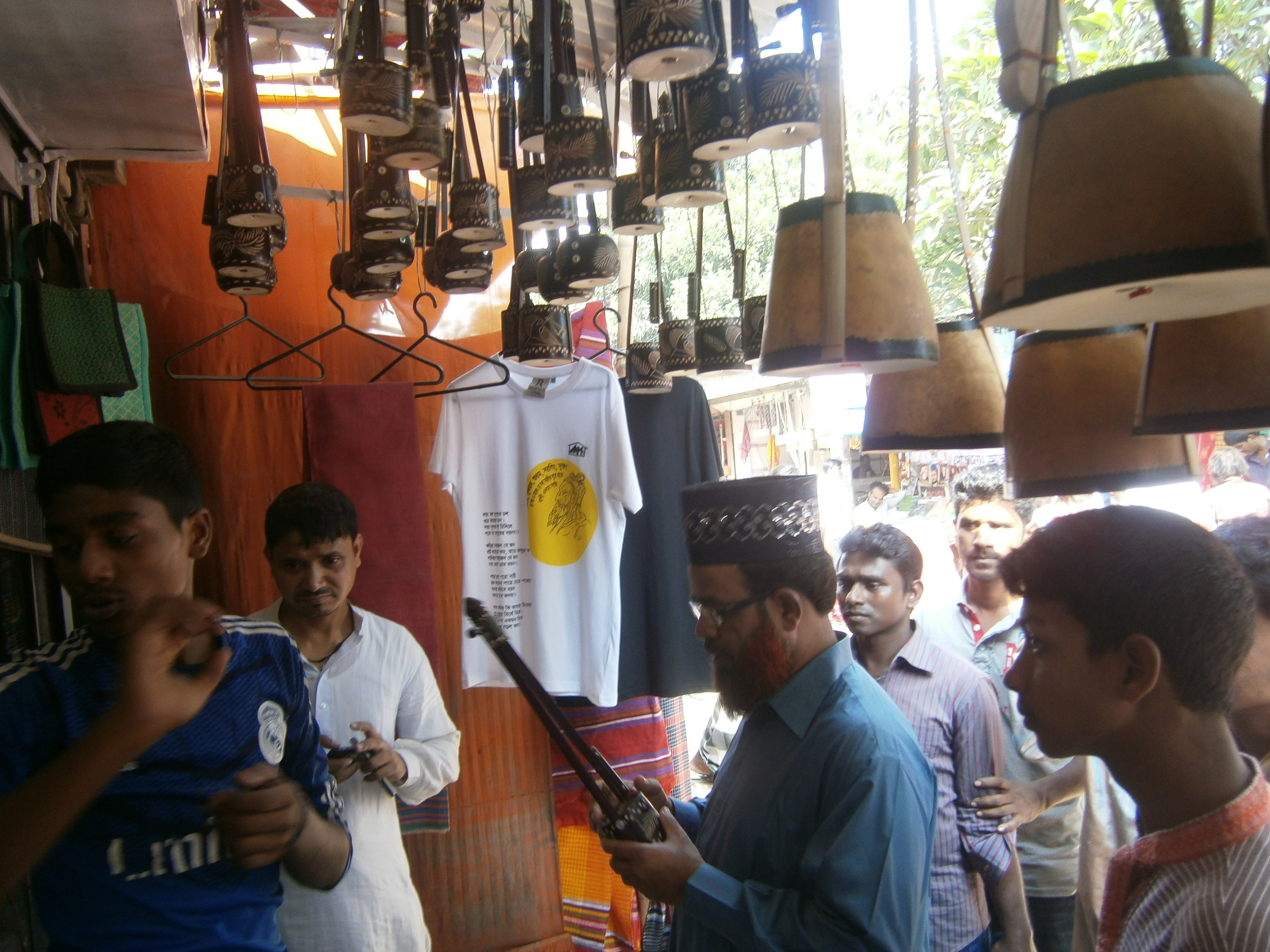

## روابط خارجية
- لالون على موقع ميوزك برينز (الإنجليزية)

- أغاني لالون وأرشيف لاريكس